# خیرات (ترابزون)
خیرات (به ترکی استانبولی: Hayrat) یک منطقهٔ مسکونی در ترکیه است که در استان ترابزون واقع شده‌است.